# Jamné nad Orlicí
Jamné nad Orlicí es una localidad del distrito de Ústí nad Orlicí en la región de Pardubice, República Checa, con una población estimada a principio del año 2018 de 679 habitantes. 
Se encuentra ubicada al noreste de la región, en la zona oriental de los Sudetes centrales, cerca de la frontera con Polonia y las regiones de Hradec Králové y Olomouc.